# Kwakoa
Kwakoa ist ein Verwaltungsbezirk (Ward) des Distrikts Mwanga in der tansanischen Region Kilimandscharo.

## Geografie
Kwakoa liegt im Nordosten von Tansania auf einer Hochfläche in rund 800 Meter Seehöhe. Diese wird im Nordwesten vom Nördlichen Pare-Gebirge und im Süden vom Südlichen Pare-Gebirge begrenzt. Der Bezirk grenzt im Norden an Chomvu und Kigonigoni, im Osten an Toloha, im Süden an Mgagao und im Westen an Kilomeni.
Bei der Volkszählung 2022 lebten 4359 Menschen in 1123 Haushalten auf einer Fläche von 124 Quadratkilometern.

## Gliederung
Der Bezirk besteht aus zwei Gemeinden (Mtaa) mit sieben Orten (Kitongoji):
| Kwakoa - Kwakoa - Mgigili - Nyata | Ngulu - Mkongea - Kavagala - Mabashula - Kiverenge |

## Wirtschaft und Infrastruktur
- Bildung: Die Kwangu Secondary School ist eine staatliche weiterführende Schule, die eine Ausbildung für Mädchen und Burschen bis zur 4. Stufe anbietet.[8]
- Gesundheit: Im Bezirk liegen ein privates Gesundheitszentrum[9] und zwei Apotheken, eine staatliche in der Gemeinde Kwakoa[10] und eine private in Ngulu.[11]